# Codi (dret)

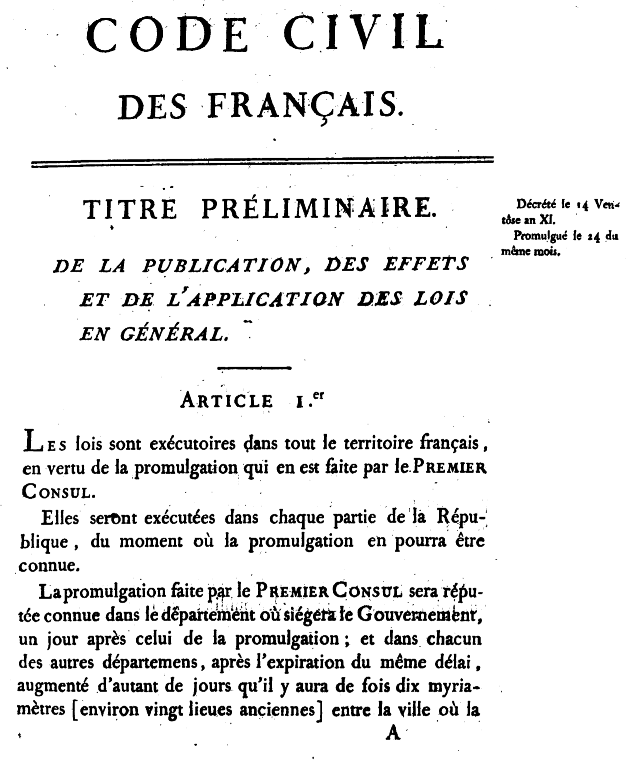
Primer pàgina de l'edició original del 1804 del Codi Napoleònic

En dret, un codi o codi jurídic és un tipus de legislació que té com a objectiu cobrir exhaustivament un sistema de lleis complet o un àmbit concret de la llei en el moment de la seva promulgació mitjançant un procés de codificació. Malgrat que els sistemes de dret anglosaxó i dret continental tenen un procés i unes motivacions per la codificació semblants, el seu ús és diferent.
En països de dret continental, els codis jurídics solen abastar tot un sistema de lleis, com ara el dret civil o el dret penal. Un codi substitueix completament la llei comuna en un àmbit concret i la fa inaplicable mentre es mantingui en vigor el codi. Als Estats Units i altres països de dret anglosaxó que han adoptat pràctiques legislatives similars, un codi jurídic és una forma de dret escrit sobre un àmbit concret, al qual es poden fer esmenes d'addició, supressió o modificació mitjançant lleis individuals.